# جون أوتس
جون أوتس (بالإنجليزية: John Oates)‏ هو مغن مؤلف وعازف قيثارة وموسيقي أمريكي، ولد في 7 أبريل 1949 في نيويورك في الولايات المتحدة.

## وصلات خارجية
- جون أوتس على موقع IMDb (الإنجليزية)
- جون أوتس على موقع ميوزك برينز (الإنجليزية)
- جون أوتس على موقع رولينغ ستون (الإنجليزية)
- جون أوتس على موقع إن إن دي بي (الإنجليزية)
- جون أوتس على موقع أول ميوزيك (الإنجليزية)
- جون أوتس على موقع ديسكوغز (الإنجليزية)
- جون أوتس على موقع قاعدة بيانات الفيلم (الإنجليزية)